# ناحية الزربة
ناحية الزربة إحدى نواحي سوريا تتبع إداريّاً لمحافظة حلب منطقة جبل سمعان ومركزها بلدة الزربة، بلغ تعداد سكان الناحية 55,391 نسمة حسب التعداد السكاني لعام 2004.

## بلدات وقرى ناحية الزربة
الكسيبية، عرادة، بانص، رسم الصهريج٬ برقوم، بوابية، برنة، حميرة، جب كاس، كماري، رسم العيس، الشيخ أحمد، تل حدية، أم عتبة، الزربة، زيتان، المشرفة، خالدية، شفيدلة.تل ممو قرية ابو الجود